# El Esquinero
El Esquinero är en ort i Mexiko.   Den ligger i kommunen Palenque och delstaten Chiapas, i den sydöstra delen av landet, 800 km öster om huvudstaden Mexico City. El Esquinero ligger 252 meter över havet och antalet invånare är 106.
Terrängen runt El Esquinero är huvudsakligen kuperad, men åt sydväst är den platt. Terrängen runt El Esquinero sluttar norrut. Runt El Esquinero är det ganska glesbefolkat, med 34 invånare per kvadratkilometer. Närmaste större samhälle är Palenque, 13,2 km nordväst om El Esquinero. I omgivningarna runt El Esquinero växer i huvudsak städsegrön lövskog.